# Radikal 211
Das Radikal 211 齒 mit der Bedeutung „Zahn“ ist das einzige traditionelle Radikal der chinesischen Schrift mit 15 Strichen.
Mit 20 Zeichenverbindungen in Mathews’ Chinese-English Dictionary kommt es relativ selten vor. Im Kangxi-Wörterbuch waren es immerhin noch 162 Schriftzeichen, die unter diesem Radikal zu finden waren.
Das Siegelschrift-Zeichen zeigt einen geöffneten Mund mit den Zähnen und darüber die Komponente 止 als Lautträger. Anfangs wurde ein aufgerissener Mund mit drohenden Zähnen gezeichnet. Später blieben dem Radikal nur noch vier Schneidezähne, und heute zeigt es nur noch einen Zahn. Dieses Radikal wird in nur wenigen Kombinationen verwandt, weil es oft durch andere Zeichen ersetzt wird.
Die Zeichen, die unter dem Radikal 齒 (齿) zu finden sind, stehen im Zusammenhang mit dem Wort „Zahn“ wie zum Beispiel:
| Zeichen | Erklärung                                             |
| ------- | ----------------------------------------------------- |
| 齔      | Zahnwechsel (Kurzzeichen: 龀)                         |
| 齦      | Zahnfleisch (Kurzzeichen: 龈)                         |
| 齲      | in: 龋齿 = Karies, Umgangssprache: 虫牙 (= Wurm-Zahn) |
| 齡      | Lebensalter (Kurzzeichen: 齢, Alternative: 龄)        |

齡/齢/龄 (= Lebensalter) enthält 令 als Lautträger und den Zahn 齿 als Sinnträger. Aus der Anzahl der Zähne kann man nämlich auf die Jahre schließen.
Das Kurzzeichen des Radikals 211 ist 齿; mit 齒 werden Zeichenverbindungen von U+9F52 bis 齾 U+9F7E codiert, anschließend daran mit 齿 von U+9F7F bis 龌 U+9F8C. Das Kurzzeichen 歯 U+6B6F wird nicht für Zeichenverbindungen verwendet.

## Schriftzeichenverbindungen, die vom Radikal 211 regiert werden
| Striche | Zeichen                                   |             |
| ------- | ----------------------------------------- | ----------- |
| +0      | 齒 歯                                     | 齿          |
| +01     | 齓                                        |             |
| +02     | 齔                                        | 龀          |
| +03     | 䶔 齕                                     | 龁          |
| +04     | 䶕 䶖 齖 齗 齘                            | 龂          |
| +05     | 䶗 䶘 䶙 齙 齚 齛 齜 齝 齞 齟 齠 齡 齢 齣 | 龃 龄 龅 龆 |
| +06     | 䶚 䶛 齤 齥 齦 齧 齨 齩                   | 龇 龈       |
| +07     | 䶜 䶝 齪 齫 齬                            | 龉 龊       |
| +08     | 䶞 䶟 齭 齮 齯 齰 齱                      |             |
| +09     | 䶠 䶡 䶢 齲 齳 齴 齵 齶 齷                | 龋 龌       |
| +10     | 䶣 䶤 齸 齹 齺 齻                         |             |
| +11     | 䶥 䶦                                     |             |
| +12     | 䶧                                        |             |
| +13     | 䶨 齼 齽                                  |             |
| +14     | 䶩 䶪                                     |             |
| +20     | 䶫 齾                                     |             |

 Im Unicodeblock Kangxi-Radikale ist das Radikal 211 unter der Codepointnummer 12.242 (U+2FD2) codiert.